# 16.ª Brigada Mixta (Ejército Popular de la República)
La 16.ª Brigada Mixta fue una unidad del Ejército Popular de la República creada durante la Guerra Civil Española.

## Historial
La unidad fue creada en Ciudad Real a finales de 1936 a partir de milicias extremeñas, siendo nombrado comandante el mayor de milicias Pedro Martínez Cartón, mientras que como comisario político fue nombrado Eugenio Castro Sánchez. Durante las últimas semanas de 1936 estuvo recibiendo instrucción militar. La formación de la brigada también tuvo lugar en la localidad de Cabeza del Buey, donde tuvieron lugar una serie de incidentes relacionados con la recluta de soldados destinados para la brigada.
El 27 de diciembre fue enviada al frente de Andalucía, quedando situada entre las poblaciones jienenses de Torredonjimeno y Arjona. Entre enero y febrero de 1937 intentó por dos ocasiones reconquistar Porcuna, sin éxito. En marzo pasó a integrarse en la reserva del Ejército del Sur. Entre el 27 de marzo y el 13 de abril la brigada estuvo presente en el Frente de Córdoba cooperando junto a otras fuerzas republicanas en varias operaciones sobre Pueblonuevo y Peñarroya. Posteriormente regresó a la provincia de Jaén, donde cooperó con las unidades republicanas que sitiaban el Santuario de Nuestra Señora de la Cabeza, donde resistían un grupo de guardias civiles desde el verano anterior. A comienzos de mayo logró acabar con la resistencia de los guardias civiles sublevados, haciéndose con el control del Santuario.
En julio fue destinada al frente de Madrid, para participar en la Batalla de Brunete integrada en la 34.ª División. El 9 de julio la brigada intervino en socorro de la 15.ª División y posteriormente asaltó las posiciones franquistas de Romanillos y Cerro Mosquitos. Durante los siguientes dos días prosiguieron los asaltos contra las posiciones franquistas, sin resultados positivos. El día 19 una contraofensiva franquista rompió la zona que cubría la unidad, sin que la brigada lograra taponar la brecha, debiendo retirarse al día siguiente. En los siguientes momentos estuvo cubriendo la zona situada al sur de Brunete, pero hubo de retirarse nuevamente por la presión enemiga, coincidiendo con el final de la batalla.
Finalizados los combates de Brunete, la 16.ª BM fue traslada al Frente de Teruel, donde se incorporó a la provisional División «A», posteriormente renombrada como 64.ª División, al frente de la cual quedó el ya teniente coronel Martínez Cartón. Entre el 4 y el 21 de agosto participó en varias operaciones menores que tuvieron lugar en la zona cercana a Teruel. A finales de 1937 junto al resto de la 64.ª División participa en la Batalla de Teruel. A pesar de que una parte de la 16.ª BM acudió al combate sin el equipamiento adecuado para el invierno, la unidad sostuvo fuertes combates con las fuerzas franquistas. El 30 de diciembre, en plena contraofensiva enemiga, mantuvo una encarnizada lucha en las posiciones de Los Morrones, La Pedriza, Viñas y Carrascalejo, pero debió retirarse por la presión del ataque franquista.
En febrero de 1938, al terminar la batalla de Teruel, la 16.ª pasó a depender del Ejército del Levante. Tras el corte de la zona republicana en dos, la brigada quedó en el sur, donde participó en los combates que se desarrollaron en el frente de Levante. En agosto la unidad pasó a depender de la 67.ª División, y en noviembre quedó adscrita a la 66.ª División.
El fin de la contienda le sorprendió mientras se encontraba en la zona de Levante, en marzo de 1939.

## Mandos
Comandantes
- Mayor de milicias Pedro Martínez Cartón;
- Comandante de infantería José Balas López;

Comisarios
- Eugenio Castro Sánchez, del PCE;[6][7]
- Eleuterio Dorado Lanza, de IR;[8]